# SILENT LOVE
《SILENT LOVE》(사일런트 러브)는 일본의 여가수 나카모리 아키나(中森明菜)의 두 번째 미니 음반으로 1984년 12월 21일에 발매하였다. (LP: L-5601) 모든 곡이 동일한 작사가, 작곡가, 편곡자의 손을 거쳤는데 이 중 작가인 이쥬인 시즈카는 다테 아유미(伊達歩)라는 가명을 쓰고 이 음반에 참여했다.
이 음반은 1984년 12월 31일, 오리콘 주간 LP 차트에 2위로 처음 올라왔고, 이어 16주간 LP 차트 톱100에 머물러 있었다. 재발매판 역시 1989년 1월 2일에 70위로 다시 올라와 4주 동안 톱100의 순위권을 유지하였다.

## 수록곡
| #            | 제목                                                                      | 작사         | 작곡              | 편곡         | 재생 시간 |
| ------------ | ------------------------------------------------------------------------- | ------------ | ----------------- | ------------ | --------- |
| 1.           | 〈〈Blue Bay Story〉〉                                                    | 다테 아유미  | 이노우에 다이스케 | 세오 이치조  | 4:03      |
| 2.           | 〈〈Little Party〉〉                                                      | 다테 아유미  | 이노우에 다이스케 | 세오 이치조  | 5:06      |
| 3.           | 〈〈Terminal까지 Eve〉(Terminal までの Eve)〉                             | 다테 아유미  | 이노우에 다이스케 | 세오 이치조  | 4:06      |
| 4.           | 〈〈별의 X'MAS-Berry - A Tender Star〉(星のX'MAS-Berry - A Tender Star)〉 | 다테 아유미  | 이노우에 다이스케 | 세오 이치조  | 5:59      |
| 총 재생 시간 | 총 재생 시간                                                              | 총 재생 시간 | 총 재생 시간      | 총 재생 시간 | 19:14     |